# 潢川第一中學
河南省潢川第一中学（简称潢川一中）是河南省示范性高中。

## 沿革
学校创建于1939年春，前身为私立“弋阳中学”，1949年转为公办并更为现名。1978年被评为信阳市首批重点高中。1984年学校重新开设初中部，成为一所完全中学。2005年8月，和振华学校联合办学，实现公、私兼容的办学模式。同年年10月，被评定为河南省示范性高中。全体教职工712人，现有特级教师1人，国家级骨干教师2人，省级优秀教师5人，省级学科带头人3人，省级骨干教师18人，市级学科带头人及骨干教师近50人，96人具有研究生学历。2006年8月，和贵州省宏远有限责任公司联合，创办私立紫竹苑综合高中。